# Buffalo Springfield

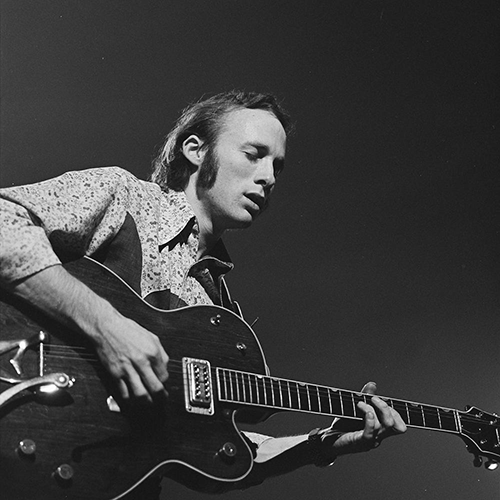
Stills, 1972

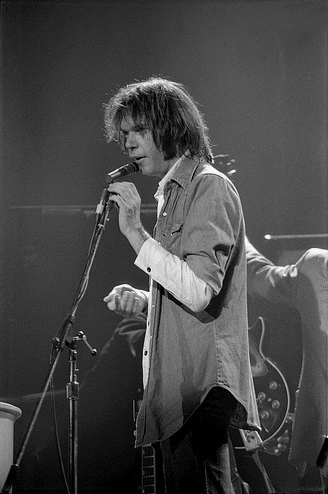
Young, in 1976

Buffalo Springfield  was een invloedrijke Amerikaanse popgroep in de jaren zestig, die in de jaren 1966-1968 drie albums opnam.
De groep is (vooral achteraf) bekend geworden door de nummers For what it’s worth en Expecting to fly. In Nederland en Vlaanderen was Buffalo Springfield bij het grote publiek onbekend, maar de band is van grote betekenis geweest voor de Amerikaanse popmuziek aan het eind van de jaren zestig.

## Geschiedenis
De groep, opgericht als The Herd,ontstond begin 1966 en bestond uit Neil Young (gitaar) en Stephen Stills (gitaar), met daarbij Richie Furay (gitaar), Bruce Palmer (basgitaar) en Dewey Martin (drums). De naam werd ontleend aan de stoomwals van de Buffalo-Springfield Roller Company, die voor het huis van producer Barry Friedman stond, waar Stills en Furay verbleven. Op 11 april 1966 debuteerde de groep met een optreden in The Troubadour in Hollywood.
Aanvankelijk schreven Young en Stills de nummers en For what it’s worth werd al gauw een succes. Het management van de groep beschouwde Buffalo Springfield echter als een popbandje zoals The Monkees. Dit had zijn weerslag op hun eerste album, dat weinig succes had.
Tijdens de opname van de tweede elpee, die de werktitel Stampede had maar uiteindelijk Buffalo Springfield again werd genoemd, werd het management naar huis gestuurd. Bruce Palmer was inmiddels in de gevangenis beland vanwege bezit van marihuana. Zijn plaats werd ingenomen door Jim Fielder, die na korte tijd naar Blood, Sweat & Tears vertrok.
Op het Monterey Pop Festival in 1967 verscheen de groep zonder Neil Young. In zijn plaats speelde vervanger-gitarist Doug Hastings. Als gast trad David Crosby op.
Na nog een aantal liveoptredens hield de band een afscheidsconcert in Los Angeles. Intussen versterkte Jim Messina alsnog de groep als bassist. Hij produceerde ook nog de laatste elpee Last time around die door de Rolling Stone beschreven werd als "the most beautiful record they've ever made."

## Na Buffalo Springfield
Na het uiteenvallen van de groep zocht Stephen Stills samenwerking met David Crosby en Graham Nash en zo ontstond Crosby, Stills and Nash. Later voegde Neil Young zich bij de groep, waardoor de naam werd gewijzigd in Crosby, Stills, Nash and Young. Naast hun werk in deze bezetting maakte ieder van hen solowerk. Richie Furay en Jim Messina formeerden de groep Poco. Jim Messina maakte later met Kenny Loggins deel uit van het duo Loggins & Messina.
In 2010 kwamen oud-leden van Buffalo Springfield bijeen voor enkele reünieoptredens, zoals op het Bridge School Benefit van Neil Young.

## Discografie

### Albums
- Buffalo Springfield (debuutalbum, 1966)
- Buffalo Springfield again (1967)
- Last time around (1968)

### Verzamelalbums (selectie)
- Retrospective: The best of Buffalo Springfield (1969)
- Buffalo Springfield (1973)
- Box set (2001)
- What's That Sound? Complete Albums Collection (2018), 5-dubbele-cd-box bevattende Buffalo Springfield (debuutalbum, 1966, mono en stereo), Buffalo Springfield Again (1967, mono en stereo) en Last Time Around (1968, stereo).

### Singles
| Single met eventuele hitnotering(en) in de Nederlandse Top 40 | Datum van verschijnen | Datum van binnenkomst | Hoogste positie | Aantal weken | Opmerkingen                            |
| ------------------------------------------------------------- | --------------------- | --------------------- | --------------- | ------------ | -------------------------------------- |
| Nowadays Clancy can't even sing                               | 1966                  |                       |                 |              |                                        |
| Burned                                                        | 1966                  |                       |                 |              |                                        |
| For what it's worth (Stop, hey what's that sound)             | 1967                  |                       |                 |              | In 1991 nr. 73 in de Nationale Top 100 |
| Bluebird                                                      | 1967                  |                       |                 |              |                                        |
| Rock 'n' roll woman                                           | 1967                  |                       |                 |              |                                        |
| Expecting to fly                                              | 1967                  | 27-11-1971            | tip             |              |                                        |
| Uno mundo                                                     | 1968                  |                       |                 |              |                                        |
| Special care                                                  | 1968                  |                       |                 |              |                                        |
| On the way home                                               | 1968                  |                       |                 |              |                                        |

### NPO Radio 2 Top 2000
| Nummers met noteringen in de NPO Radio 2 Top 2000 | '99  | '00 | '01 | '02 | '03 | '04 | '05  | '06  | '07  | '08  | '09  | '10  | '11  | '12  | '13  | '14  | '15  | '16  | '17  | '18  |
| ------------------------------------------------- | ---- | --- | --- | --- | --- | --- | ---- | ---- | ---- | ---- | ---- | ---- | ---- | ---- | ---- | ---- | ---- | ---- | ---- | ---- |
| Expecting to fly                                  | 324  | -   | -   | 443 | 568 | 581 | 758  | 805  | 666  | 672  | 1121 | 1023 | 1242 | 1520 | 1563 | 1750 | -    | -    | -    | -    |
| For what it's worth (Stop, hey what's that sound) | 1104 | -   | 981 | 716 | 989 | 869 | 1094 | 1408 | 1401 | 1170 | 1565 | 1536 | 1341 | 1461 | 1115 | 1701 | 1460 | 1780 | 1695 | 1990 |

1. ↑  Een '-' betekent dat het nummer niet was genoteerd en een vetgedrukt getal geeft de hoogste notering van een nummer aan.
2. ↑  Deze tabel is bijgewerkt tot en met de laatste editie (2024).